# Placas de Torslunda
Las placas de Torslunda son cuatro moldes de bronce fundido encontrados en la parroquia de Torslunda en la isla sueca de Öland. Presentan figuras en relieve, representando lo que se presume son escenas tradicionales de la mitología germánica. Las placas fueron diseñadas para la producción más que para la exhibición; colocando finas hojas de papel de aluminio contra las escenas y martillando o presionando de otra manera por el reverso se podrían producir imágenes idénticas en gran cantidad. Las hojas de papel aluminio (pressblech) resultantes se usarían para decorar ricos cascos como los que se encuentran en Vendel, Valsgärde y Sutton Hoo.

## Descubrimiento
Las placas fueron descubiertas en un cairn a principios de 1870 y están en la colección del Museo de Antigüedades Nacionales de Suecia. Son piezas famosas, especialmente porque contienen escenas completas de la mitología, a diferencia de los fragmentos degradados de láminas pressblech que se conocen. Las placas se han exhibido a nivel internacional, incluso del 13 de mayo al 26 de junio de 1966, cuando formaron parte de la exposición Swedish Gold en el Museo Británico. Las placas se han fechado en el Período Vendel, en los siglos VI y VII.

## Descripción
Cada placa contiene un diseño mitológico diferente, tradicionalmente etiquetado, que se muestra aquí en el sentido contrario a las agujas del reloj desde la parte inferior derecha de la A a la D, como "hombre luchando contra dos osos", "hombre con un hacha junto a un animal atado" que podría ser el dios Tyr con el lobo Fenrir, "dos guerreros portando lanzas y con cascos con efigies de jabalíes" y "hombre con cuernos bailando junto a un hombre con una lanza y una piel de lobo".

## Interpretación
La última representación es particularmente conocida por el ojo derecho faltante del danzante con cuernos, que según ha mostrado un escáner láser moderno ha sido tachado, probablemente del original utilizado para hacer el molde. Esto recuerda al dios nórdico de un solo ojo Odín, que se dice que dio un ojo para poder beber de un pozo cuyas aguas contenían sabiduría e inteligencia, y sugiere que la figura en la placa es él. Está representado junto a un hombre lobo, un Berkerser (o Úlfhéðinn). Este último es quizás un pars pro toto que encarna a los guerreros-lobo dirigidos en una danza extasiada por el dios del frenesí.